# Cosmisoma titania
Cosmisoma titania är en skalbaggsart som beskrevs av Bates 1870. Cosmisoma titania ingår i släktet Cosmisoma och familjen långhorningar.
Artens utbredningsområde är:
- Costa Rica.
- Nicaragua.
- Panama.

Inga underarter finns listade i Catalogue of Life.